# The Adam Project
The Adam Project è un film del 2022 diretto da Shawn Levy.
Film d'avventura incentrato sui viaggi nel tempo, ha come protagonisti Ryan Reynolds, Mark Ruffalo, Jennifer Garner e Zoe Saldana.

## Trama
Nel 2050, il pilota Adam Reed ruba un jet del tempo e fugge nel passato in una missione di salvataggio fino al 2018. Tuttavia, capita accidentalmente nel 2022, dove incontra se stesso dodicenne che sta lottando con la recente morte del loro padre Louis. Adam chiede con riluttanza l'aiuto del suo io più giovane per riparare il suo jet e rivela che sta cercando sua moglie, Laura, che sarebbe stata uccisa durante una missione nel 2018.
Adam viene inseguito da Maya Sorian e dal suo luogotenente Christos che tentano di arrestarlo e riportarlo nel 2050. Gli Adam vengono salvati da Laura che rivela di essere sfuggita a un attentato contro di lei quando era rimasta bloccata nel passato. Laura aveva appreso che Sorian aveva viaggiato indietro nel tempo e alterato il passato per darsi il controllo del viaggio nel tempo e del futuro ed esorta Adam a tornare indietro al 2018 e distruggere il viaggio nel tempo, creato involontariamente da suo padre, per sistemare le cose e salvare il futuro; Laura si sacrifica affinché i due Adam possano scappare.
Inseguito da Sorian e con solo la potenza sufficiente per un salto temporale, Adam e il suo io più giovane tornano al 2018; qui tentano di chiedere l'aiuto del padre, che però rifiuta preoccupato per l'impatto scientifico sul flusso temporale. Mentre i due lanciano un attacco per distruggere l'acceleratore di particelle di Louis, quest'ultimo cambia idea e si unisce alla missione, facendo loro recuperare il disco rigido contenente l'unica copia del suo algoritmo che consente il viaggio nel tempo.
Scoppia così una battaglia che provoca il sovraccarico dell'acceleratore di particelle. Sorian tenta di sparare a Louis con un proiettile perforante, ma il campo magnetico dell'acceleratore devia invece il proiettile, facendolo uccidere la giovane Sorian, cancellando così la futura Sorian dall'esistenza mentre i Reed fuggono. Con il viaggio nel tempo distrutto e il futuro pronto, Louis sceglie di non conoscere il proprio destino e si diverte a giocare con entrambe le versioni di suo figlio prima che gli Adam tornino ai loro tempi.
Nel 2022, Adam lascia andare la sua amarezza e rabbia e si riconcilia con sua madre dalla quale è stato lontano dalla morte di Louis. Anni dopo, un adulto e molto più felice Adam incontra Laura in una situazione che rispecchia il loro primo incontro nella linea temporale originale.

## Produzione
Il progetto viene annunciato nell'ottobre 2012, basato su una spec script di T. S. Nowlin dal titolo Our Name Is Adam: Paramount Pictures era interessata alla distribuzione, mentre Tom Cruise era il protagonista designato.
Nel luglio 2020 Netflix ha acquistato i diritti del film, con Shawn Levy alla regia e Ryan Reynolds protagonista.
Le riprese del film, iniziate nel novembre 2020 a Vancouver, sono terminate nel marzo 2021.

## Promozione
(Tagline del film)
Il primo trailer del film è stato diffuso il 10 febbraio 2022.

## Distribuzione
Il film è stato distribuito su Netflix a partire dall'11 marzo 2022.

## Accoglienza

### Critica
Sull'aggregatore Rotten Tomatoes il film riceve il 68% delle recensioni professionali positive con un voto medio di 6,2 su 10 basato su 218 critiche, mentre su Metacritic ottiene un punteggio di 55 su 100 basato su 48 critiche.

### Primati
Il film si posiziona al quarto posto dei più visti nei primi 28 giorni di programmazione su Netflix con oltre 233 milioni di visualizzazioni.

## Riconoscimenti
- 2022 - E! People's Choice Awards[10][11]
  - Miglior film commedia
  - Candidatura per la miglior attrice a Jennifer Garner
  - Candidatura per il miglior attore a Ryan Reynolds
  - Candidatura per il miglior attore/attrice in un film commedia a Jennifer Garner
  - Candidatura per il miglior attore/attrice in un film commedia a Ryan Reynolds
- 2022 - MTV Movie & TV Awards[12]
  - Candidatura per il miglior film
  - Candidatura per il miglior team a Ryan Reynolds e Walker Scobell
- 2023 - Critics Choice Super Awards[13]
  - Candidatura per il miglior attore in un film di fantascienza/fantasy a Ryan Reynolds